# 美因河畔卡尔施泰因
美因河畔卡尔施泰因是德国巴伐利亚州的一个市镇。总面积12.67平方公里，总人口7948人，其中男性3866人，女性4082人（2011年12月31日），人口密度627人/平方公里。